# Giorno della lotta antifascista
Il Giorno della lotta antifascista (in croato Dan antifašističke borbe) è celebrato in Croazia il 22 giugno di ogni anno e rappresenta un giorno fondamentale per la storia croata: si ricorda il 22 giugno 1941, quando si formò il primo distaccamento partigiano a Sisak, evento simbolo dell'inizio della rivolta dei partigiani croati antifascisti contro le forze di occupazione tedesche e italiane.

## Fonti
- "PM: Values of anti-fascism incorporated in Croatia's foundations", dailytportal.com, 22 giugno 2012.